# Lingua nepalese
Il nepalese, detto anche nepali (nome nativo नेपाली - nepālī) o gorkhali (गोर्खाली - gorkhālī), è una lingua pahari parlata in Nepal, India e Bhutan. Altri nomi sono parbatiya (lingua delle montagne) e khaskura (lingua dei Khas).
Al 2022, è parlata da 25,4 milioni di parlanti totali.

## Distribuzione geografica
È una lingua indoeuropea del ramo indoiranico scritta in caratteri devanagari. È parlata, oltre che in Nepal, in India e nel Bhutan meridionale.
Nel 2019, indica 15,8 milioni di parlanti madrelingua (L1). Gran parte dei parlanti si trovano in Nepal.

## Lingua ufficiale
È la lingua ufficiale del Nepal.
È una delle 22 lingue ufficialmente riconosciute dall'allegato VIII della Costituzione dell'India. In India è lingua ufficiale in tre suddivisioni del distretto di Darjeeling (Darjeeling, Kalimpong e Kurseong), nel Bengala Occidentale, e nello stato del Sikkim.

## Storia
Circa 500 anni fa, la popolazione dei Khas migrò attraverso l'Himalaya, lasciando gli inospitali altipiani del Kham per raggiungere le valli del bacino fluviale del Kali Gandaki, adatte alla coltivazione del riso. Un'importante famiglia si stabilì presso Gorkha, un luogo situato a metà strada circa tra Pokhara e Kathmandu. Sul finire del XVIII secolo, il re di Gorkha Prithvi Narayan Shah riunì un esercito composto da Gurung, Magar e altre tribù delle "colline" sub-himalayane ed iniziò ad intraprendere azioni di conquista dei regni confinanti. Da quando Gorkha sostituì la terra d'origine dei Khas come centro dell'iniziativa politica e militare, la lingua Khaskura fu rinominata Gorkhali (lingua dei Gorkha).
L'intento principale di Prithvi Narayan Shah era di conquistare la ricca ed urbanizzata valle di Kathmandu, luogo che era a quel tempo chiamato Nepal. Egli marciò su Kathmandu nel settembre 1768, ed il Nepal risultava così unificato sotto la sua bandiera.
Da quel momento il Gorkhali venne adottato come lingua nazionale, che cambiò il nome in Nepali per adempiere alla sua nuova funzione.

## Frasi ed espressioni
- नमस्ते - namaste: Saluto indù, spesso impropriamente tradotto come "saluto il dio che è in te". Il suo significato sanscrito letterale è "ti riverisco", e nella lingua comune assume il significato di "ciao" o "arrivederci".

- तपाईँको नाम के हो ? - tapāīṁko nām ke ho?: Lei come si chiama? (lett.: suo nome quale è?)

- मेरो नाम आलोक हो । - mero nāma ālok ho.: Il mio nome è Ālok. (lett.: mio nome Ālok è.)

- तिमीलाई कस्तो छ? - timīlāī kasto cha?: Come stai? (lett.: te-a come sta?)

- खाना खाने ठाउँ कहाँ छ? - khānā khāne ṭhāuṁ kahāṁ cha?: Dove si trova un luogo in cui mangiare? (lett.: cibo mangiare luogo dove è?)

- काठमाडौँ जाने बाटो धेरै लामो छ । - kāṭhamādauṁ jāne bāṭo dherai lāmo cha.: La strada per Kathmandu è molto lunga. (lett.: Kathmandu-per andare strada molto lunga è.)

- नेपालमा बनेको - nepālamā baneko: fatto in Nepal (lett.: Nepal-nel fatto)

- म नेपाली हूँ । - ma nepālī hūṁ.: Io sono nepalese. (lett.: io nepalese sono.)

- पुग्यो - pugyo.: È sufficiente (lett.: basta)